# Schloss Bronnen

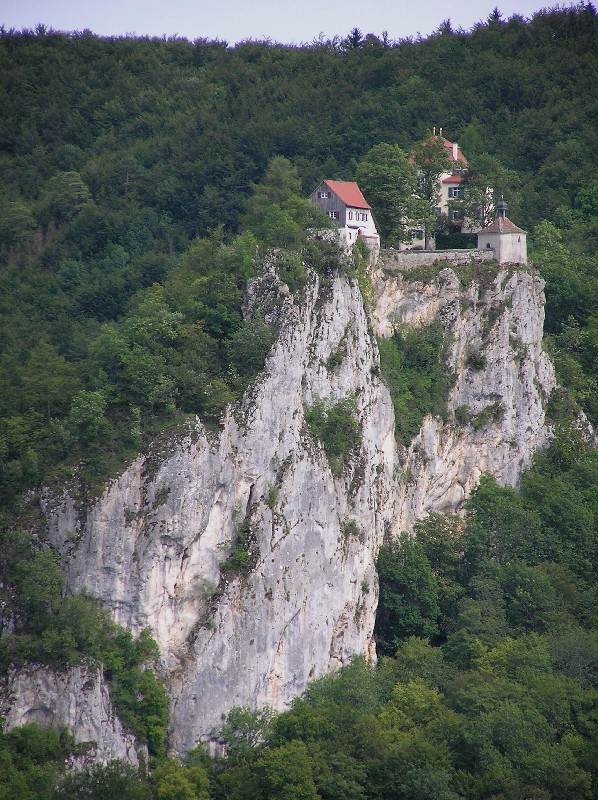
Burg Bronnen in imposanter Lage

Das Schloss Bronnen (selten auch: Burg Bronnen) ist eine Burganlage in der Nähe von Fridingen an der Donau, Landkreis Tuttlingen, Baden-Württemberg im Besitz der Herren von Enzberg.

## Geographische Lage
Die für die Öffentlichkeit nicht zugängliche Burganlage befindet sich auf einem steil abfallenden Felsen im Oberen Donautal. Unter ihr fließt die Donau. Die Anlage liegt im Landkreis Tuttlingen, nahe an der Kreisgrenze zum Landkreis Sigmaringen.

## Geschichte der Burg

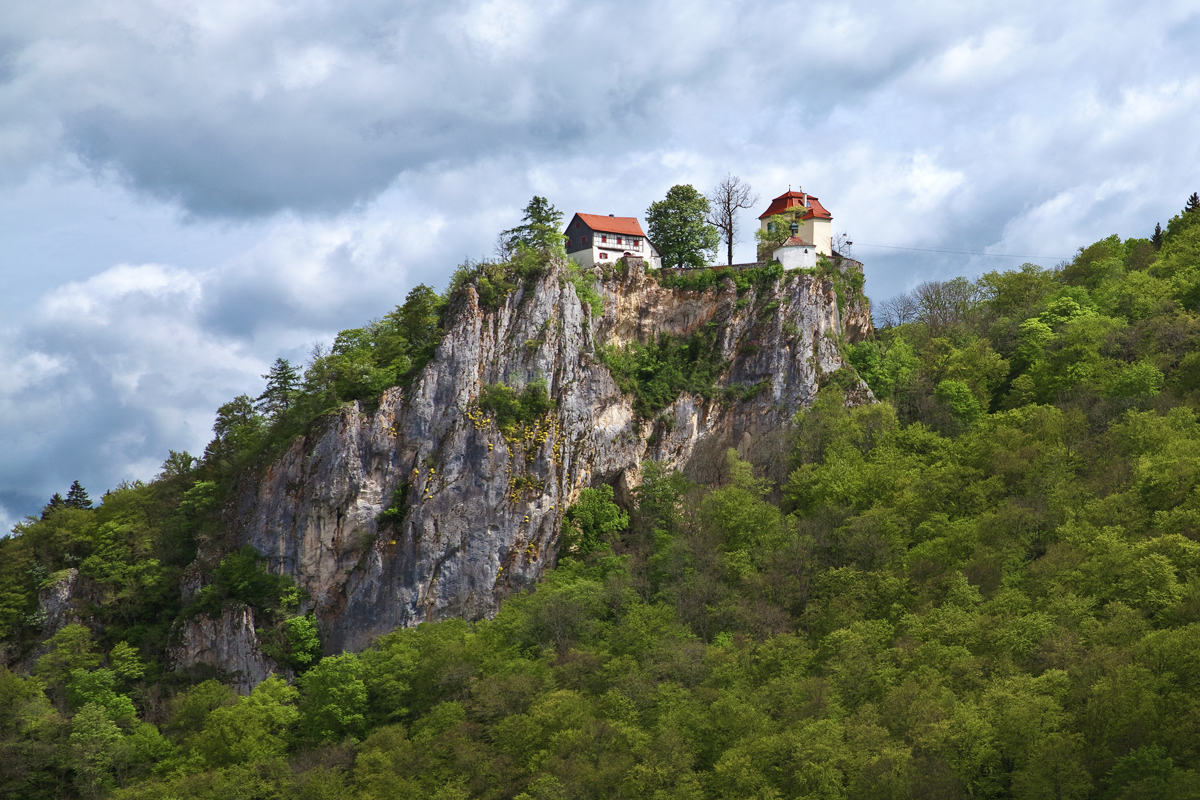
Blick auf Schloss Bronnen (2014)

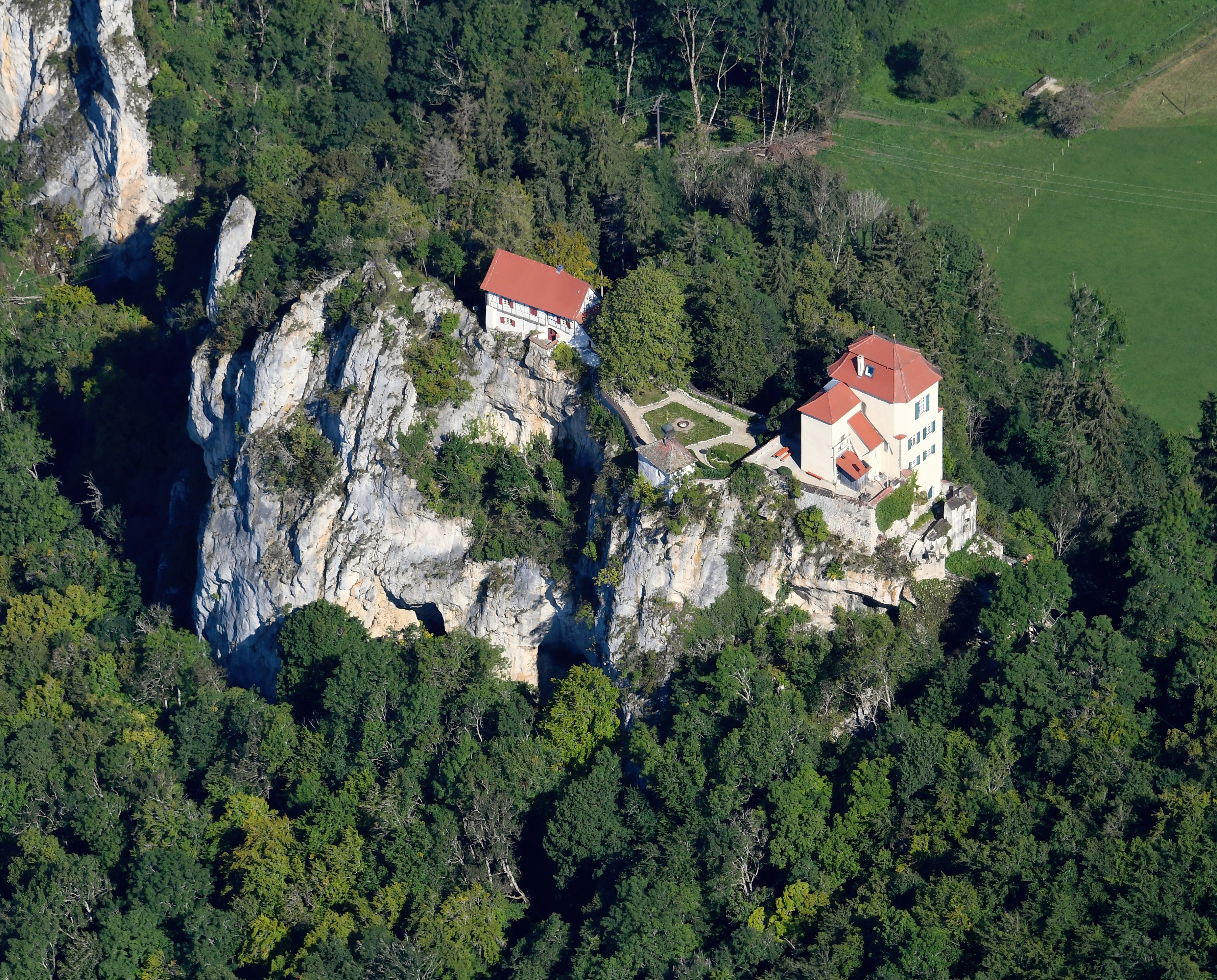
Luftbild des Schlosses Bronnen

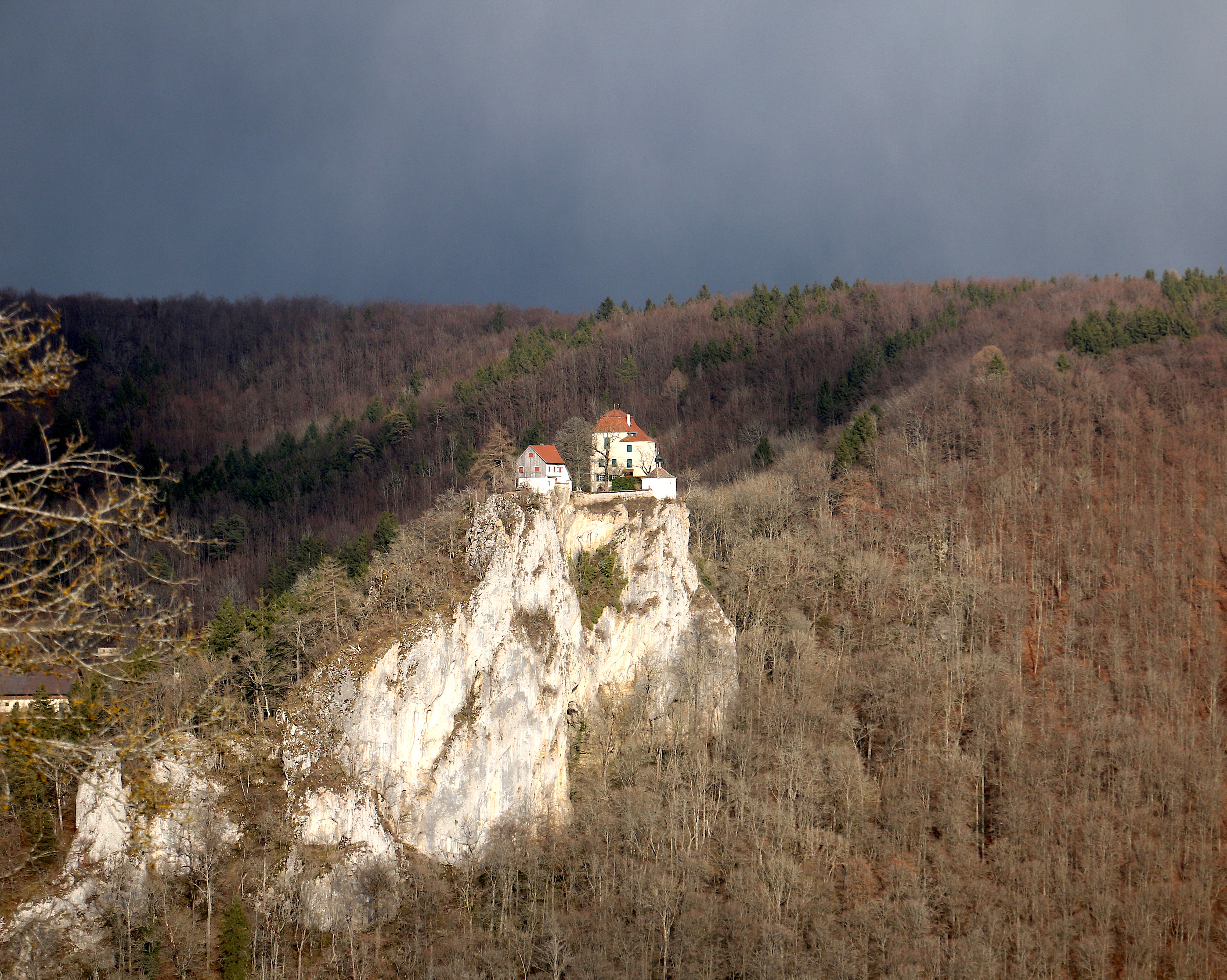
Schloss Bronnen, Sicht vom Knopfmacherfelsen (2018)

Die Burg entstand um 1100–1150 und wurde durch ein nicht näher bekanntes Freiadelsgeschlecht aus der Fridinger Umgebung erbaut. Um 1200 wurden die „Herren von Bronnen“ erstmals erwähnt.
1241 befanden sich die Burg und die Stadt Mühlheim im Besitz der Grafen von Zollern. Beide wurden 1303 von Friedrich von Zollern an den Bischof von Konstanz verpfändet. 1380 verpfändete Friedrich erneut die Feste Bronnen zusammen mit Buchheim, Worndorf, Beuron und Irndorf an Swigger von Gundelfingen. Swigger nahm 1389 den Sohn seiner Schwester, Hans von Zimmern, in die Pfandgemeinschaft auf. Die Herrschaft wurde 1391 durch Graf Friedrich V. von Hohenzollern-Schalksburg, genannt Mülli, an Ritter Konrad von Weitingen verkauft.
Volz und Konrad von Weitingen verkauften ihrerseits 1409 Burg Bronnen und die Stadt Mühlheim an Friedrich und Engelhard von Enzberg, die aus dem davor an der mittleren Enz beheimateten Geschlecht der Herren von Enzberg stammten.
1516 verpfändete Friedrich von Enzberg das Schloss um 300 Gulden an Johann Gättling, Bürger in Rottweil. Nach schweren Konflikten von 1560 bis 1580 zwischen Rudolf II. von Enzberg und dem Kloster Beuron um die Schutz- und Schirmvogtei gelang es Sigmund von Enzberg 1615 unter Verzicht auf die Schirm- und Kastenvogtei, sowie auf alle Obrigkeit und Rechte über das Kloster, den Streit mit Beuron beizulegen.
Zwischen 1731 und 1755 kam es zum Umbau der baufälligen Burg zum Jagdschloss durch Nikolaus Karl von Enzberg und nach dessen Tod durch seine Witwe Maria Ursula von Hallwil. 1755 wurde die Schlosskapelle neu errichtet.
König Wilhelm I. von Württemberg erklärte Bronnen 1857 zum freien Eigentum der Herren von Enzberg.
Während der Zeit des Nationalsozialismus kam es zur Enteignung durch das NS-Regime zu Gunsten der NS-Reichsfrauenführerin Gertrud Scholtz-Klink. Über das Frauenwerk hatte sie das Schloss für 50 Jahre gepachtet und mit eigenen Mitteln restaurieren lassen. Zur luxuriösen Ausstattung gehörten kostbare Gobelins, mit denen der große Raum im obersten Stockwerk behängt wurde und einem mittelalterlichen Rittersaal glich. Sie bezeichnete zwar das Schloss als ihr „geliebtes Refugium“, nutzte es jedoch kaum. Aus dieser Zeit rührt eine jüngere Gespenstergeschichte: Opfer der Geisterattacke soll 1935 die damals auf Schloss Bronnen Lebende gewesen sein. Die Geister hätten sie so erschreckt, dass sie zu den Mönchen auf dem benachbarten Gallushof geflüchtet sei. Mit Verweis auf die Klausur verweigerten ihr die Mönche den Einlass und sie musste, so die Erzählung, die Nacht im Kuhstall verbringen.
Nach Kriegsende 1945 wurde das Schloss von den Franzosen beschlagnahmt. Durch einen überhitzten Kamin kam es am 23. Dezember 1946 zu einem verheerenden Dachstuhlbrand. Wieder in den Besitz der Herren von Enzberg gelangt, wurde der Brandschaden von 1947 bis 1949 behoben und ein neuer Dachstuhl gebaut.